# Баљевац (Рашка)
Баљевац је градско насеље у Србији у општини Рашка у Рашком управном округу. Према попису из 2022. било је 1.272 становника. У њему се налази црква светог Николе, која се налази под заштитом Републике Србије, као споменик културе од великог значаја и храм Светог великомученика Прокопија који се изградио од 2022.

## Демографија
У насељу Баљевац живи 1299 пунолетних становника, а просечна старост становништва износи 39,7 година (39,0 код мушкараца и 40,4 код жена). У насељу има 540 домаћинстава, а просечан број чланова по домаћинству је 3,03.
Ово насеље је великим делом насељено Србима (према попису из 2002. године).
|             | \| Демографија[2] \| Демографија[2] \| Демографија[2] \| \| Година \| Становника \| Становника \| \| -------------- \| -------------- \| -------------- \| \| 1948. \| 1.111 \| \| \| 1953. \| 1.341 \| \| \| 1961. \| 1.568 \| \| \| 1971. \| 1.502 \| \| \| 1981. \| 1.707 \| \| \| 1991. \| 1.614 \| 1.610 \| \| 2002. \| 1.636 \| 1.649 \| \| 2011. \| 1.482 \| \| |            |
| Демографија | |            |
| Година      | Становника | Становника |
| 1948.       | 1.111 |            |
| 1953.       | 1.341 |            |
| 1961.       | 1.568 |            |
| 1971.       | 1.502 |            |
| 1981.       | 1.707 |            |
| 1991.       | 1.614 | 1.610      |
| 2002.       | 1.636 | 1.649      |
| 2011.       | 1.482 |            |

| Етнички састав према попису из 2002.‍ | Етнички састав према попису из 2002.‍ | Етнички састав према попису из 2002.‍ | Етнички састав према попису из 2002.‍ | Етнички састав према попису из 2002.‍ |
| ------------------------------------ | ------------------------------------ | ------------------------------------ | ------------------------------------ | ------------------------------------ |
|                                      |                                      |                                      |                                      |                                      |
| Срби                                 | Срби                                 |                                      | 1.613                                | 98,59%                               |
| Црногорци                            | Црногорци                            |                                      | 9                                    | 0,55%                                |
| Муслимани                            | Муслимани                            |                                      | 7                                    | 0,42%                                |
| Немци                                | Немци                                |                                      | 2                                    | 0,12%                                |
| Хрвати                               | Хрвати                               |                                      | 1                                    | 0,06%                                |
| непознато                            | непознато                            |                                      | 3                                    | 0,18%                                |

| Година пописа     | 1948. | 1953. | 1961. | 1971. | 1981. | 1991. | 2002. |
| ----------------- | ----- | ----- | ----- | ----- | ----- | ----- | ----- |
| Број домаћинстава | 393   | 336   | 378   | 410   | 509   | 502   | 540   |

| Број чланова      | 1   | 2   | 3  | 4   | 5  | 6  | 7 | 8 | 9 | 10 и више | Просек |
| ----------------- | --- | --- | -- | --- | -- | -- | - | - | - | --------- | ------ |
| Број домаћинстава | 103 | 116 | 99 | 146 | 48 | 19 | 7 | 1 | 1 | 0         | 3,03   |

| Пол    | Укупно | Неожењен/Неудата | Ожењен/Удата | Удовац/Удовица | Разведен/Разведена | Непознато |
| ------ | ------ | ---------------- | ------------ | -------------- | ------------------ | --------- |
| Мушки  | 699    | 224              | 425          | 43             | 7                  | 0         |
| Женски | 688    | 140              | 420          | 116            | 12                 | 0         |
| УКУПНО | 1.387  | 364              | 845          | 159            | 19                 | 0         |

| Пол    | Укупно                    | Пољопривреда, лов и шумарство | Рибарство                            | Вађење руде и камена | Прерађивачка индустрија       |
| ------ | ------------------------- | ----------------------------- | ------------------------------------ | -------------------- | ----------------------------- |
| Мушки  | 323                       | 3                             | 0                                    | 131                  | 95                            |
| Женски | 225                       | 12                            | 0                                    | 31                   | 75                            |
| УКУПНО | 548                       | 15                            | 0                                    | 162                  | 170                           |
| Пол    | Производња и снабдевање   | Грађевинарство                | Трговина                             | Хотели и ресторани   | Саобраћај, складиштење и везе |
| Мушки  | 7                         | 8                             | 16                                   | 5                    | 14                            |
| Женски | 2                         | 1                             | 24                                   | 10                   | 2                             |
| УКУПНО | 9                         | 9                             | 40                                   | 15                   | 16                            |
| Пол    | Финансијско посредовање   | Некретнине                    | Државна управа и одбрана             | Образовање           | Здравствени и социјални рад   |
| Мушки  | 1                         | 9                             | 11                                   | 2                    | 3                             |
| Женски | 0                         | 7                             | 7                                    | 21                   | 24                            |
| УКУПНО | 1                         | 16                            | 18                                   | 23                   | 27                            |
| Пол    | Остале услужне активности | Приватна домаћинства          | Екстериторијалне организације и тела | Непознато            | Непознато                     |
| Мушки  | 5                         | 0                             | 0                                    | 13                   | 13                            |
| Женски | 4                         | 0                             | 0                                    | 5                    | 5                             |
| УКУПНО | 9                         | 0                             | 0                                    | 18                   | 18                            |

## Галерија
- Општина Рашка -Баљевац
- Општина Рашка- река Ибар у Баљевцу
- Општина Рашка - Стара укопана црква прелетница у Паклењу, Баљевцу
- Општина Рашка -Баљевац, Јарандо
- Панорама Баљевца.
- Општина Рашка - Црква Светог Николе у Баљевац